# Recetas Urbanas
Recetas Urbanas (på svenska: "Recept för stadsbyggnad") är en spansk arkitektbyrå i Sevilla i Spanien. Det grundades 2003 av Santiago Cirugeda. Det arbetar med socialt inriktade projekt, ofta på offentlig mark och oanvända tomter i gränslandet mellan legal och illegal bebyggelse.

## Verk i urval
- Centro sociocomunitario Cañada Real Galiana i Canada Real i Madrid i Spanien, 2018–2019
- Utelektionssalen och lekrummet "Näsan i blöt, Jubileumsparken i Göteborg, 2019[2]